# 今泉隆平
今泉 隆平（いまいずみ りゅうへい、1908年8月 - 1997年3月）は、日本の政治家。新潟県南魚沼郡石打村長。塩沢町名誉町民第1号。

## 人物
1908年8月、（明治41年）新潟県南魚沼郡石打村（現 南魚沼市）君沢で長男として生まれる。1924年塩沢町立尋常高等小学校高等科を卒業。1927年石打村役場勤務。1945年8月27日、薬照寺でバー・モウを匿う仲間になる 。1947年石打村議会議員・副議長。1952年薬照寺檀家総代（1975年5月迄の23年間）。1955年石打村長となり、町村合併を推進。1955年埼玉県所沢市に転住、有限会社今泉牧場を経営。1957年塩沢町参与。 1986年3月、紺綬褒章を受章。1990年（平成2年）8月9日、塩沢町に今泉博物館（現 今泉記念館）と鈴木牧之記念館の建設に資産と収集したオセアニアの民族造形コレクションや世界の人形を寄贈。1990年8月、塩沢町名誉町民章を受章。1996年12月、紺綬褒章を受章。

## 受賞
紺綬褒章